# Les Provinciales
Les Provinciales (em português As Provinciais) são um conjunto de 18 cartas da autoria de Blaise Pascal, escritas para defender o jansenista Antoine Arnauld, oponente dos jesuítas, que estava em julgamento pelos teólogos de Paris.

## Origem e objetivo
Em 1656, no cerne da controvérsia motivada pelas condenações pontifícias ao Jansenismo e pela expulsão de Arnauld da Sorbonne, Pascal encontra-se com este em Port-Royal-des-Champs e aceita um convite para por o seu talento literário ao serviço da causa.
Assim, em 23 de Janeiro de 1656, surge a primeira das Provinciais, com o título Lettre écrite à un provincial par un de ses amis sur le sujet des disputes récentes de la Sorbonne. Aparecem sob a forma de cartas escritas primeiro por anónimo e depois assinadas com o pseudónimo de Louis de Montalte, dirigidas a um amigo morador na província, sobre os acontecimentos em Paris.
Pascal escreveu um total de 18 cartas Provinciais, sendo a última datada de 24 de Março de 1657. Podem dividir-se em dois grupos: as cartas 1-3 e 17-18 têm conteúdo dogmático e dirigem‑se contra a Sorbonne e a condenação das cinco proposições; as restantes são de conteúdo moral e elegem como adversários os jesuítas.

## Resumo
Nas três primeiras cartas, Pascal defende Arnauld, dizendo que era condenado por simples inveja.
As cartas seguintes dirigem-se para o campo moral, fazendo uma ataque cerrado e cheio de ironia e sarcasmo contra o laxismo, identificado com os jesuítas, expondo situações ridículas e clamorosas num estilo mordaz e que alcançou bastante sucesso. Pascal, na verdade, estava mais à vontade neste campo do que no dogmático, além de que essa temática era mais do alcance do grande público.
A quarta Provincial refere os pecados da ignorância e as culpas involuntárias, recordando que a ignorância não escusa de pecado.
Na quinta provincial encontramos a acusação aos jesuítas de terem propositadamente uma moral dúbia, ora rigorista, ora laxista, com o objectivo de agradarem a todos, e assim governarem todas as consciências.
Acusa-os ainda de reduzirem ao esquecimento os antigos Padres da Igreja para citarem, no seu governo das consciências, apenas os casuístas modernos, todos desde há 80 anos. E nesse momento desfia uma cómica ladainha de nomes de casuístas, hilariante pela sequência de nomes bizarros e estropiados, que formam uma sucessão rimada.
A sexta Provincial denuncia os artifícios dos jesuítas para reduzirem a nada a palavra da Escritura, dos concílios e dos papas, por meio de subtis artifícios de linguagem. Refere ainda os abusos das doutrinas probabilistas e da chamada “purificação da intenção”, destinada a justificar todos os crimes. Este tema é mais desenvolvido na sétima Provincial.
Na oitava destas cartas continua a escarnecer das conclusões dos casuístas.
A nona Provincial fala agora do uso jesuítico de prometer a salvação através duma falsa devoção à Virgem Maria, baseada em devoçõezinhas ingénuas. Reclama ainda contra outros usos jesuíticos, como o da “restrição mental”, que permitia mentir desde que se atribuísse um sentido dúbio ou equívoco àquilo que se dissesse.
A décima carta é dedicada a negar a suficiência da atrição na penitência, que dispensaria os homens de amar a Deus.
Nas cartas seguintes, Pascal defende-se de acusações diversas feitas pelos jesuítas e continua a denunciar os seus usos laxistas.
As cartas 17 e 18 voltam aos temas dogmáticos, e às cinco proposições jansenistas.
Nesse momento as Provinciais terminaram. Os motivos da sua suspensão terão sido talvez o cansaço de Pascal, magoado pelas invectivas dos adversários e ainda a perspectiva duma paz iminente, que Pascal não quis arruinar.

## Crítica
As Provinciais são consideradas uma jóia da literatura francesa. Têm sido, ao longo dos tempos, admiradas pela sua mordacidade e vivo estilo. Contudo, encerram bastantes erros e exageros, intencionais ou não, com o fim de denegrir os jesuítas.
No entanto, na opinião avalizada de dois historiadores (ambos jesuítas…), Giacomo Martina e Ricardo García Villoslada, as Provinciais são as iniciadoras da legenda negra do jesuitismo e inspiradoras de boa parte do anticlericalismo dos sécs. XVIII e XIX. Mas é também inegável a parte de razão que lhe cabe na denúncia de muita moral laxista e permissiva que então se praticava, por jesuítas e não só.
As Provinciais foram colocadas no Índex em 1657. Contudo, como protesto da consciência cristã contra os abusos do laxismo, tiveram o seu resultado: O Santo Ofício, sob Alexandre VII, em 1665-1666, e sob Inocêncio XI, em 1679, condenou um total de 110 proposições laxistas, 57 das quais provinham indirectamente das Provinciais.